# Blendi Fevziu
Blendi Fevziu (ur. 18 maja 1969 w Tiranie) – albański pisarz i dziennikarz związany z TV Klan, biograf Envera Hoxhy.

## Życiorys
W 1991 roku ukończył albanistykę na Uniwersytecie Tirańskim. Współzałożył czasopismo Rilindja Demokratike.
Od 31 sierpnia 1997 roku prowadzi autorski program Opinion, będący pierwszym politycznym programem w Albanii.

## Książki[1][3]
- Hiri i vullkanit
- Njëqind ushtarë (1991)
- Piedestale pa statuja: më tepër se reportazh, më pak se ese (1993)
- Para dhe pas kamerave (1999)
- 50+1 (2004)
- Histori e shtypit shqiptar : 1848-2005 (2005)
- Jeta ime...: intervistë me Blendi Fevziu (2010)
- Enver Hoxha (2011)[4]
- 100 Vjet (2012)
- Ahmet Zogu, presidenti që u bë mbret (2014)
- Pushteti: magjia, makthet dhe fundi i tij (2016)
- Tirana e Nonës (2019)[4]
- Lufta e Kosovës dhe Hashim Thaçi (2020)
- Takimet e mia me... (2023)[4]